# Hernals (Wiener Bezirksteil)
Hernals ist ein Stadtteil Wiens im gleichnamigen 17. Wiener Gemeindebezirk Hernals und eine der 89 Wiener Katastralgemeinden. Der Ort war bis 1891 eine selbstständige Gemeinde.

## Geographie
Der Bezirksteil Hernals liegt östlich von Dornbach im Osten des Gemeindebezirks. Im Norden grenzt Hernals an die Bezirksteile Gersthof und Währing im 18. Gemeindebezirk, im Osten an die jenseits des Gürtels gelegenen Gemeindebezirke Alsergrund und Josefstadt und im Süden an den Bezirksteil Ottakring im 16. Gemeindebezirk. Die Katastralgemeinde Hernals nimmt eine Fläche von 195,34 ha ein und bildet damit den kleinsten der Hernalser Bezirksteile.
Der zentrale Bereich um Elterleinplatz, Jörgerstraße und Kalvarienberggasse ist von der Stadt Wien als bauliche Schutzzone definiert.

## Geschichte

### Namensherkunft
Der Name Hernals leitet sich von einem Rittergeschlecht, die Herren von Als, ab. Die Als ist wiederum, nach dem Wienfluss, der längste Wienerwaldbach. Die Herkunft des Wortes Als lässt unterschiedliche Deutungsmöglichkeiten zu. Sprachforscher leiten das Wort einerseits vom altslavischen Wort Olša, Erlenbach, andererseits vom keltischen Wort für Bach, alt ab, wobei das t gezischt wurde.

### Antike
Bereits unter den Römern wurde Hernalser Boden genutzt, wie die Römersteine aus Hernals belegen.

### Hernals im Mittelalter
Die erste urkundliche Nennung von Hernals stammt aus dem Jahr 1044, als Sighard der IV., Graf des Salzburg- und Chiemburggaues, dem Stift Sankt Peter in Salzburg „zwei Edelhuben [behauste Hofstätten] an der Als“ schenkte. Diese beiden Edelhuben werden als ursprüngliche Siedlungen von Hernals und dem benachbarten Dornbach angenommen. Eine der „Edelhuben“ kam als Lehen an die Herren von Als, einem angesehenen Rittergeschlecht. Der Hof der Herren von Als stand ursprünglich auf einer Anhöhe gegen Süden gerichtet (ungefähr auf dem heutigen Standort der Kalvarienbergkirche) und war mit einem Wassergraben und einer Ringmauer umgeben. Ein Pfarrer und ein Bartholomäusaltar in herrenals wurden erstmals 1252 beziehungsweise 1301 genannt. Aus einigen Gutshöfen der Adeligen und den Hütten der leibeigenen Bauern wurde allmählich ein kleines Dorf. Der Kern der Siedlung befand sich wiederum am Nesselbach und auf einem schmalen Streifen zwischen der Als und der Dorfstraße (heute Elterleinplatz bis Veronikagasse). Hier siedelten sich später auch die gewerblichen Betriebe an, die dem Verband der Wiener Zünfte angehörten. 1395 wurde die Adelsfamilie der Roggendorfer durch Herzog Albrecht IV. mit der Herrschaft von Hernals belehnt.

### Hernals zur Zeit der Reformation

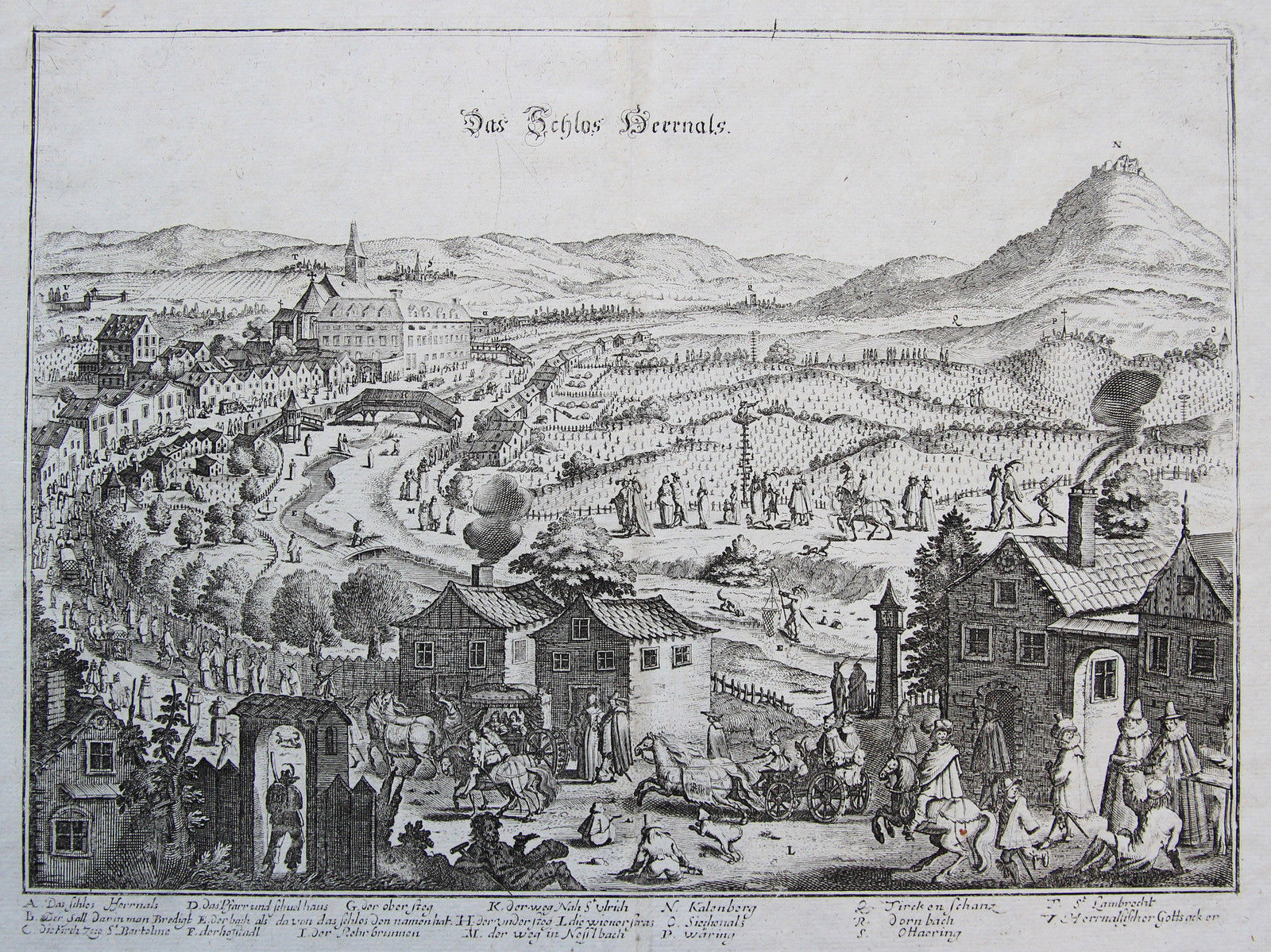
„Auslauf“ der Protestanten auf Schloss Hernals. In der Mitte ist der Fluss Als zu erkennen. (Stich nach Matthäus Merian, 1620)

Anfang des 16. Jahrhunderts wechselte Hernals erneut den Besitz. 1515 erwarb Hans Geyer zu Osterburg mit Bewilligung Kaiser Maximilians I. Hernals als Lehen. Die erste Wiener Türkenbelagerung traf den Ort Hernals schwer. Am 27. September 1529 wurden Dorf und Kirche ein Raub der Flammen, die umliegenden Weingärten wurden von den Türken vernichtet. Da der ansässige Pfarrer keinerlei Unterstützung fand, konvertierte er zum Protestantismus. Auch die Familie Geyer wandte sich dem neuen Glauben zu, nachdem Maximilian das Ansuchen abgelehnt hatte, ihnen nach den Zerstörungen das Lehen als freies Eigen zu überlassen. Ferdinand Geyer verkaufte Hernals 1587 an Wolfgang Jörger zu Tollet und Köppach, jedoch ohne lehnsherrliche Zustimmung. Auch die Familie der Jörger förderten den Protestantismus intensiv. Die Glaubensfreiheit hatte aber nur kurzen Bestand. Nachdem Kaiser Matthias der Familie Jörger 1618 noch nachträglich das Lehen Hernals übertragen hatte, setzte nach dem Sieg des Kaisers Ferdinand II. bei der Schlacht am Weißen Berg die Rekatholisierung Niederösterreichs ein. Da Helmert Jörger den Huldigungseid auf den Kaiser verweigerte, wurde er verhaftet und 1622 zum Tode verurteilt. Seine Besitzungen wurden dem Domkapitel von Sankt Stephan übergeben, Jörger 1625 begnadigt und des Landes verwiesen.

### Hernals unter dem Domkapitel
Mit dem Ende der reformatorisch gesinnten Lehnsherren setzte mit vollem Elan die Gegenreformation ein. Als Zeichen des Sieges des katholischen Glaubens und im Dienste der Rekatholisierung wurde ein Passionsweg angelegt und 1639 eröffnet. Durch die Zerstörung des Ortes während der zweiten Wiener Türkenbelagerung 1683 verlor der Weinbau gegenüber dem Ackerbau an Bedeutung und im 18. Jahrhundert änderte sich der Charakter des Ortes hin zu einem Gartendorf mit Wein- und Lustgärten. Hernals wurde so um 1800 zu einem beliebten Sommerfrischeort der Wiener Bürgerlichen, die allmählich die Adeligen verdrängten. Hernals wurde aber auch für die Wasserversorgung von Wien wichtig. Bereits 1565 war der Stadt Wien gestattet worden eine Wasserleitung in Holzrohren durch Hernals bis zum Stadtwall zu legen. 1732 wurde wegen des steigenden Wasserbedarf auch die Hauptquelle der Als in die Leitung einbezogen. Dadurch verlor der einst fischreiche Bach viel Wasser, die Hernalser Mühle musste eingestellt werden. Die Verschmutzung des Baches brachte eine große Seuchengefahr, nach einem Donauhochwasser 1830 führte der Rückstau der Als zu einer Cholera-Epidemie. Daraufhin wölbte man den Bach innerhalb des Linienwalls ein. Nach weiteren Cholera-Epidemien wurde die Als schließlich ab 1877 auch in Hernals verbaut.

### Hernals ab 1848

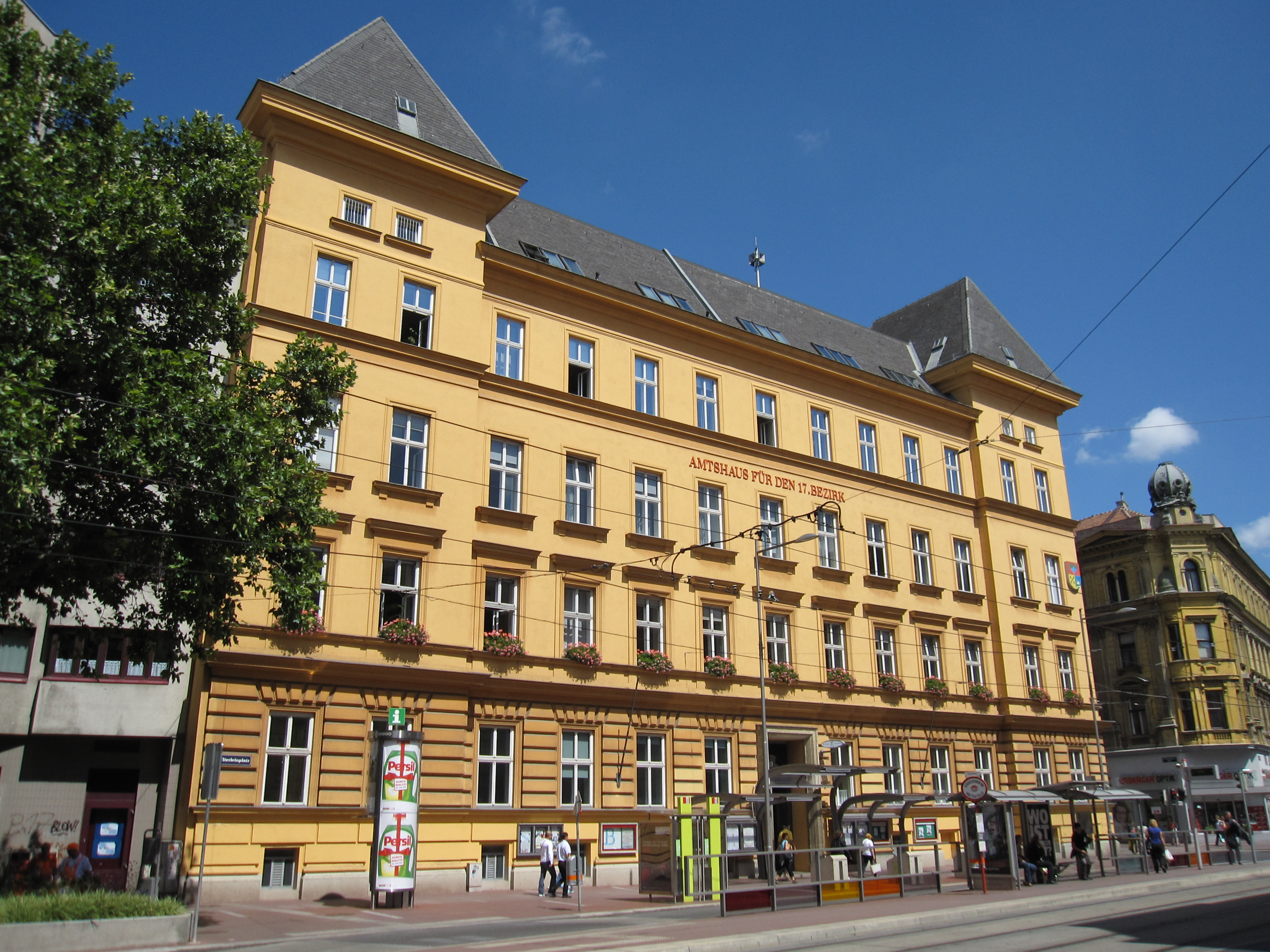
Bezirksamt Hernals, das ehemalige Rathaus

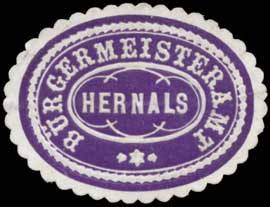
Siegelmarke des Bürgermeisteramts Hernals

Nach der Schließung des Theaters in der Josefstadt wurde in Hernals 1848 die „Erste Wiener National-Arena“ eröffnet, wo unter großem Publikumsinteresse aufklärerische Stücke gezeigt wurden.
Nach dem Sturz Metternichs folgte auch die Aufstellung einer Nationalgarde. Diese löste sich jedoch auf, als die kaiserlichen Truppen zwischen Hernals und Dornbach ihr Lager aufschlugen.
Die Industrialisierung veränderte die ehemals kleine Ortschaft radikal. Bereits zur Wende vom 18. auf das 19. Jahrhundert siedelten sich in Hernals erste größere Gewerbebetriebe an. Dennoch hatte der Ort 1820 nur 146 Häuser mit 2.680 Einwohnern. Bis zum Jahr 1883 explodierte die Zahl der Hernalser aber auf 60.307 Menschen. Hernals war zu dieser Zeit die drittgrößte Gemeinde Österreichs in den heutigen Grenzen nach Wien und Graz. Zuwanderer aus der ganzen Monarchie drängten nach Wien und in die benachbarten Vororte. Zu dieser Zeit entstanden auch die Zinskasernen und Hernals dehnte sich immer weiter nach Westen aus.
1865 wurde Hernals durch eine Pferdetramway mit Wien verbunden, ein Jahr später erfolgte die Verlängerung nach Dornbach. 1883 erhielt Hernals auch als erste Wiener Vorortgemeinde ein eigenes Rathaus, das heute das Magistratische Bezirksamt beherbergt. Von 1868 bis 1891 war Hernals Sitz der Bezirkshauptmannschaft Hernals.

### Eingemeindung
Nach der Eingemeindung der Vorstädte Wiens im Jahr 1850 begann in den 1870er Jahren die Diskussion über die Eingemeindung der Vororte. Fast alle Vororte waren jedoch gegen den Vorschlag. Nach dem Wunsch Kaiser Franz Josephs in einer Rede 1888 beschloss der niederösterreichische Landesausschuss jedoch die Vereinigung Wiens mit den Vororten. Ein entsprechendes Gesetz trat am 1. Jänner 1892 in Kraft und vereinte Hernals, Dornbach und Neuwaldegg zum 17. Wiener Gemeindebezirk Hernals.
Zur Geschichte von Hernals nach der Eingemeindung bis heute siehe Hernals.

## Religion und sakrale Bauten

### Bartholomäuskirche und Reformation in Hernals
Urkundlichen Nennungen der Hernalser Kirche reichen nur bis ins 12. Jahrhundert zurück. Die Gründung der Bartholomäuskirche in Hernals wird jedoch vor 1252 datiert. Sie wurde 1471 erweitert und 1784 abgetragen. Eine Bedeutung in religiöser Hinsicht erlangte Hernals erstmals durch die Reformation. Da der ansässige Pfarrer Georg Schwaiger nach der Zerstörung der Kirche durch die Türken 1529 keine Unterstützung fand, konvertierte er zum Protestantismus. Auch die Lehnsfamilien Geyer und Jörger unterstützten den Protestantismus. Ab dem Jahr 1542 wirkten in Hernals lutherische Prediger. Die Menschen strömten auch aus Wien zur Messe nach Hernals, zeitweise versammelten sich bis zu 10.000 Gläubige. Daher wurde die Hernalser Kirche 1577 von Kaiser Rudolf II. gesperrt. Die Jörger führten 1609 jedoch abermals den evangelischen Gottesdienst in Hernals ein. Nach der Vertreibung des protestantischen Lehnsherren wurde auf Anregung des Jesuitenpaters Karl Mussart ein Kreuzweg errichtet. Dieser führte von St. Stephan nach Hernals und wurde 1639 mit einer Prozession, die vom Kaiser Ferdinand III. persönlich angeführt wurde, eröffnet. Im Zuge der zweiten Wiener Türkenbelagerung wurden jedoch 1683 das Dorf, die Pfarrkirche und große Teile der Kreuzwegstationen zerstört. Die Bartholomäuskirche wurde in den 80er Jahren des 18. Jahrhunderts abgetragen, ihre Funktion wurde von der neuen Kalvarienbergkirche übernommen.

### Kalvarienbergkirche

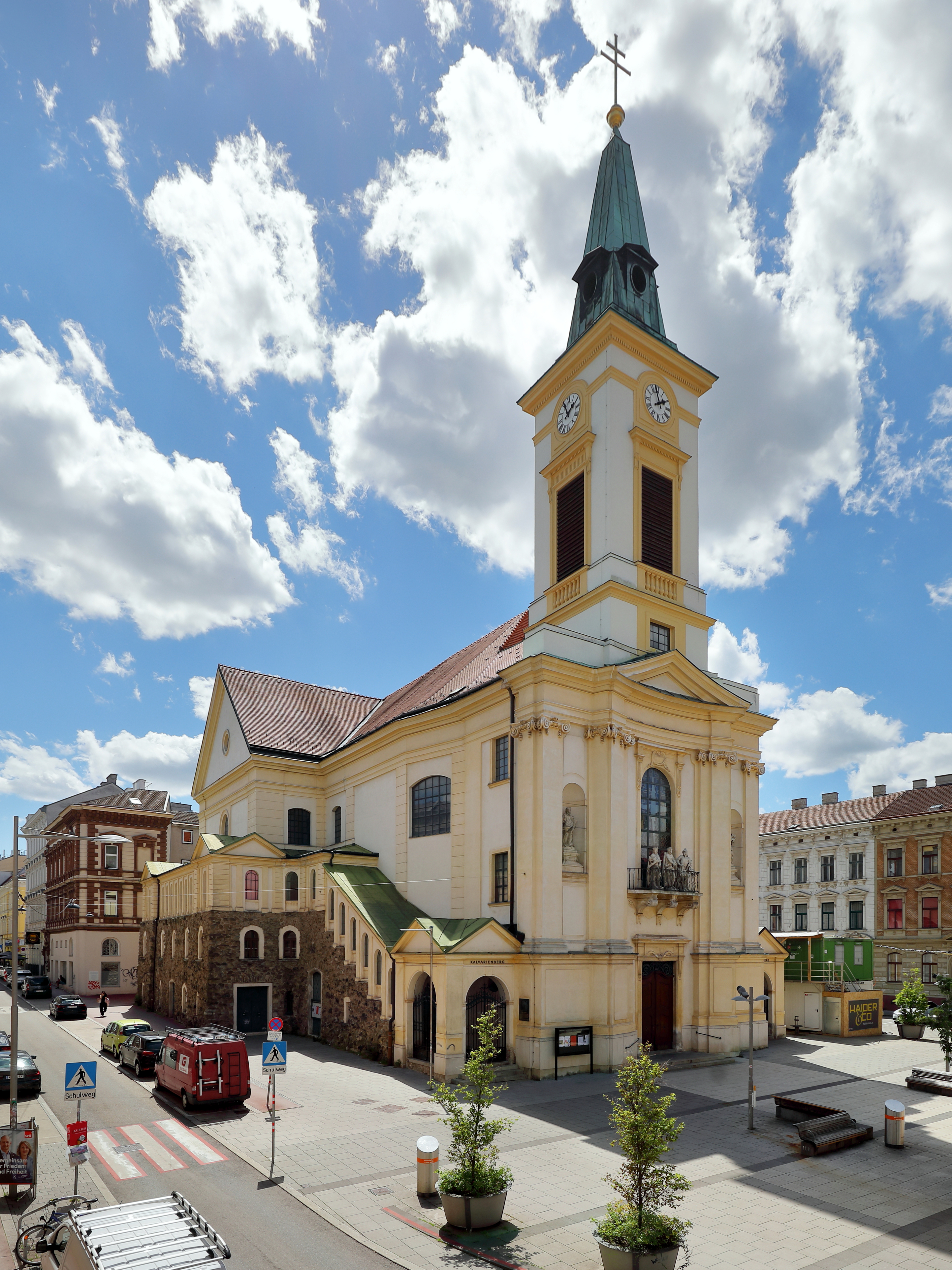
Kalvarienbergkirche am Sankt-Bartholomäus-Platz

Zur Erinnerung an die Kreuzwegstationen wurde von den reichen, angesehenen Wiener Bürgern ein Kalvarienberg errichtet. 1709 wurde er in unmittelbarer Nähe zur Hernalser Pfarrkirche aufgeschüttet. Entlang der beiden Wege auf den Hügel wurden je sieben kleine Kapellen zum Thema „Jesus büßt die Hauptsünden“ beziehungsweise der Tugenden aufgebaut. Auf dem Hügel selbst errichtete man eine Kreuzigungsgruppe mit 14 geschnitzten Reliefs. Zusätzlich wurde 1714 eine kleine Kirche errichtet. Da die kleine Wallfahrtskirche rasch baufällig wurde, errichteten die dort predigenden Pauliner-Mönche die Kalvarienbergkirche, welche 1769 eingeweiht wurde. Da die Kalvarienbergkirche durch das Wachstum der Hernalser Pfarrkirche im 19. Jahrhundert aber erneut zu klein wurde, gründete Bürgermeister Elterlein 1882 den Hernalser Kirchenbauverein. 1892 begann der Umbau nach Plänen von Richard Jordan, der 1894 abgeschlossen wurde. Die Kirche wurde so vergrößert, dass nur der vordere barocke Teil erhalten blieb. Die Kreuzigungsgruppe wurde in einem Kuppelraum untergebracht. Nach Bombenschäden im Zweiten Weltkrieg dauerte die Instandsetzung der Kirche bis 1965, zwischen 1990 und 2000 wurde sie und der Kalvarienberg generalsaniert.

### Hernalser Friedhof
Ursprünglich lag der Hernalser Friedhof bei der Pfarrkirche am Bartholomäusplatz. Durch ein 1784 von Joseph II. erlassenes Dekret musste der Friedhof jedoch am Ortsende angesiedelt werden. Daraufhin übersiedelte man den Friedhof auf den Lorenz-Bayer-Platz. Als sich der dortige Platz aber als zu klein herausstellte, wurde der Friedhof zwischen 1870 und 1872 am Alsrücken neu angelegt. Bedeutend sind die neugotische Kapelle und die in drei Zeilen verlaufenden Arkadengrüfte.

## Wirtschaft und Infrastruktur

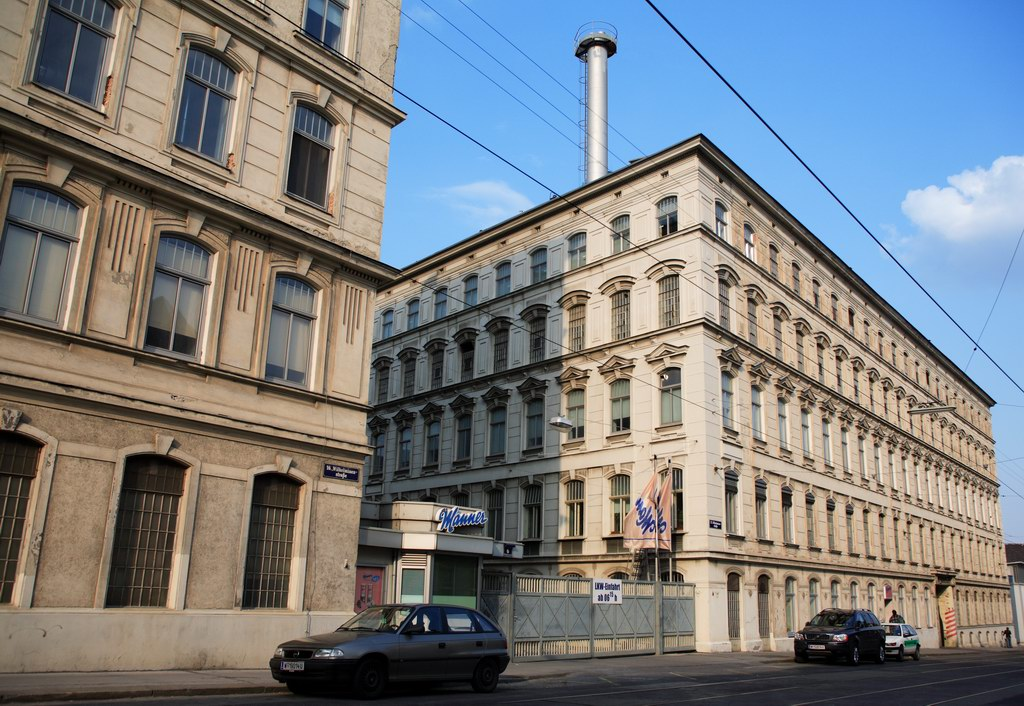
Manner-Fabrik in Hernals

Die einzige Existenzgrundlage der Bevölkerung von Hernals war ursprünglich der Weinbau. Durch die erste und die zweite Wiener Türkenbelagerung 1529 bzw. 1683 wurde diese Lebensgrundlage aber zerstört. Zusätzlich wirkte sich nun der Mangel an Arbeitern für die Weingärten aus, sodass der Weinbau vom Ackerbau, auch weil dieser mehr Ertrag versprach, verdrängt wurde. Erst um die Mitte des 18. Jahrhunderts wurde der Weinbau wieder in Form von Hausweingärten gepflegt.
Um 1800 siedelten sich in Hernals auch größere Gewerbebetriebe an. Diese „Fabriken“ hatten im Schnitt zehn bis fünfzehn Arbeiter. Bedeutung erlangten etwa die 1785 von Stephan Leopold Häckl von Rosenstein gegründete Bergegrün-Fabrik zur Erzeugung von Grünspan und die 1797 eröffnete Spalierfabrik (für Tapeten) von Johann Dufrain. Hinzu kam die Ölläuterungs-Fabrik des Grafen Pálffy und das 1839 von Rudolf Müller gegründete Hernalser Brauhaus. In den 1860er und 1870er Jahren kamen eine große Zahl weiterer Fabriken hinzu, so etwa eine Ziegelei, Maschinenfabriken, die Hernalser Waggonfabrik und die Schokoladefabrik Josef Manner. In Hernals befindet sich auch das Hauptgebäude des von 1924 bis 1926 erbauten Orthopädischen Krankenhauses Gersthof.

## Persönlichkeiten
- Edmund Eysler (1874–1949), Komponist
- Adele Hartwig (1872–1968), Schauspielerin, Theatergründerin und -leiterin
- Alfred Mautner (1886–1945), Architekt
- Karl Mediz (1868–1945), Maler
- Franz Ram (1813–1889), Architekt
- Poldi Sangora (1875–1963), Schauspielerin
- Alois Schornböck (1863–1926), Maler